# Michael Kasprowicz
Michael Scott Kasprowicz (ur. 10 lutego 1972 w Brisbane, Queensland) - były australijski krykiecista, reprezentant kraju, praworęczny rzucający w stylu fast, skuteczny jako zawodnik z pola oraz dobry batsman. 
Karierę rozpoczął w sezonie 1989/1990 w barwach Queensland Bulls. W 1996 zadebiutował jako reprezentant Australii w meczu przeciw Indiom Zachodnim. Jednak ani w tym, ani w następnym meczu rangi testowej nie zdobył ani jednego wicketa, co sprawiło, że na pewien czas wypadł ze składu drużyny narodowej.
Wrócił do łask dzięki udanym występom dla Queensland i drużyn hrabstw angielskich - od 2004 roku wspólnie z Glennem McGrathem i Jasonem Gillespiem tworzył bardzo skuteczne trio fast bowlerów australijskiej drużyny narodowej. W roku powrotu do reprezentacji zdobył 47 wicketów, co jest bardzo dobrym wynikiem.
Po przegranej w The Ashes 2005 Kasprowicz znów wypadł z reprezentacji, a jego kontrakt z Cricket Australia nie został przedłużony, co mogło zakończyć jego karierę międzynarodową, ale dzięki świetnemu sezonowi w barwach Queensland znów wrócił, zajmując miejsce Glenna McGratha, który pozostał w domu, by opiekować się cierpiącą na raka żoną.
Karierę zakończył w 2008.